# 同点珍灯鱼
同点珍灯鱼（学名：Lampanyctus omostigma）为輻鰭魚綱燈籠魚目灯笼鱼科珍灯鱼属的鱼类。分布于太平洋以及南海等海域，多生活于热带海域以及垂直分布约1000-0米，體長可達2.6公分。

## 扩展阅读
維基物種上的相關：同点珍灯鱼